# Casalzuigno
Casalzuigno là một đô thị ở tỉnh Varese trong vùng Lombardia, có cự ly khoảng 60 km về phía tây bắc của Milan và khoảng 14 km về phía tây bắc của Varese. Tại thời điểm ngày 31 tháng 12 năm 2004, đô thị này có dân số 1.264 người và diện tích là 7,3 km².
Casalzuigno giáp các đô thị: Azzio, Brenta, Castelveccana, Cuveglio, Cuvio, Duno, Porto Valtravaglia.